# Antonio Berti (politico)
Antonio Berti (Foggia, 21 luglio 1922 – Torino, 29 ottobre 2022) è stato un politico italiano.

## Biografia
Residente a Torino, fu eletto consigliere regionale del Piemonte per il Partito Comunista Italiano nel 1970 e confermato nel 1976. Successivamente diventa senatore, rimanendo in carica dal 1976 al 1983. Ricoprì il ruolo di vicepresidente prima e di segretario poi della commissione Affari Costituzionali del Senato della Repubblica.
Sposato con Luciana, ebbe un figlio, Massimo. Muore all'età di 100 anni il 29 ottobre del 2022.